# Sarah Galvão
Sarah Cabral Firme Galvão (nascida em 5 de julho de 2006) é uma grappler profissional e praticante de jiu-jitsu brasileiro luso-americana. Ela é faixa-preta sob seus pais, os renomados campeões André Galvão e Angelica Galvão. Representa a equipe Atos Jiu-Jitsu e é amplamente considerada uma das jovens promessas mais talentosas do esporte.

## Primeiros anos e treinamento
Nascida em Ubatuba, São Paulo, Sarah mudou-se com a família ainda criança para San Diego, Califórnia, onde começou a treinar na sede da Atos Jiu-Jitsu sob a orientação dos pais. Ela foi a primeira aluna do programa infantil da equipe Atos e praticou vários esportes antes de focar exclusivamente no jiu-jitsu brasileiro.

## Carreira competitiva
Sarah ganhou reconhecimento internacional como faixa-azul juvenil ao conquistar o Grand Slam da IBJJF em 2022 — vencendo ouro na sua categoria e no absoluto no Europeu, Pan, Mundial e Brasileiro. Ela permaneceu invicta nas faixas coloridas e terminou ranqueada como número um em todas as divisões entre 2022 e 2025.
Em 2023, como faixa-roxa, venceu o Campeonato Mundial Juvenil da World Pro e, poucos dias depois, o absoluto. Posteriormente, passou a competir como faixa-marrom e venceu tanto sua categoria quanto o absoluto no Grand Slam do Rio e no World Pro.
No Mundial de 2025 da IBJJF, Sarah conquistou o ouro na categoria leve faixa-marrom. Apesar de ser finalizada no absoluto por Aghata Fernandes com uma chave de joelho, foi promovida à faixa-preta no pódio por seus pais.
Ela iniciou sua carreira na faixa-preta com desempenhos dominantes, conquistando o ouro no American Nationals da IBJJF com 100% de lutas finalizadas.

## Títulos e conquistas
- Campeã Mundial da IBJJF (2025 – faixa-marrom, leve)[13]
- Campeã do American Nationals da IBJJF (2025 – faixa-preta, leve por finalização)[14]
- Campeã Asiática da IBJJF (2025 – faixa-preta, peso e absoluto)[15]
- Grand Slam da IBJJF (2022–2025 – faixas coloridas)[1]
- Campeã Mundial Profissional da AJP (2023 – faixa-marrom) e Campeã Mundial Juvenil (2023 – faixa-roxa)[9]
- Campeã do Grand Slam da AJP (2023 – faixa-marrom, leve)[9]

## Vida pessoal e linhagem
Filha dos faixas-pretas André e Angelica Galvão, Sarah vem de uma linhagem de campeões do jiu-jitsu. A orientação da família e o acesso ao treinamento de elite moldaram seu desenvolvimento técnico e mental desde cedo.